# Керо Колдвелл-Гребнер
Керо Колдвелл-Гребнер (англ. Carole Caldwell Graebner; 24 червня 1943 — 19 листопада 2008) — колишня американська тенісистка.
Найвищу одиночну позицію світового рейтингу — 4 місце досягла 1964 року.
Перемагала на турнірах Великого шолома в парному розряді.

## Фінали турнірів Великого шолома

### Одиночний розряд: 1 (1 поразка)
| Результат | Рік  | Турнір        | Покриття | Суперниця   | Рахунок  |
| --------- | ---- | ------------- | -------- | ----------- | -------- |
| Поразка   | 1964 | Чемпіонат США | Трава    | Марія Буено | 1–6, 0–6 |

### Парний розряд: 2 (2 перемоги)
| Результат | Рік  | Турнір              | Покриття | Партнерка  | Суперниці                           | Рахунок  |
| --------- | ---- | ------------------- | -------- | ---------- | ----------------------------------- | -------- |
| Перемога  | 1965 | Чемпіонат США       | Трава    | Ненсі Річі | Біллі Джин Кінг Карен Гантце Сусман | 6–4, 6–4 |
| Перемога  | 1966 | Чемпіонат Австралії | Трава    | Ненсі Річі | Маргарет Корт Леслі Тернер Боурі    | 6–4, 7–5 |

## Часова шкала турнірів Великого шлему в одиночному розряді
| W | Ф | ПФ | ЧФ | #Р | КТ | К# | DNQ | A | NH |

| Турнір                                 | 1959  | 1960  | 1961  | 1962  | 1963  | 1964  | 1965  | 1966  | 1967  | 1968  | 1969  | 1970  | 1971  | 1972  | Career SR |
| -------------------------------------- | ----- | ----- | ----- | ----- | ----- | ----- | ----- | ----- | ----- | ----- | ----- | ----- | ----- | ----- | --------- |
| Відкритий чемпіонат Австралії з тенісу |       |       |       |       |       |       | ЧФ    | ПФ    |       |       |       |       |       |       | 0 / 2     |
| Відкритий чемпіонат Франції з тенісу   |       |       |       |       |       |       |       | 1р    |       |       |       |       |       |       | 0 / 1     |
| Вімблдонський турнір                   |       |       |       | 3р    | 3р    | 2р    | 2р    |       | 2р    |       | 2р    | 2р    |       | 1р    | 0 / 8     |
| Відкритий чемпіонат США з тенісу       | 1р    | 2р    | 1р    | 2р    | 2р    | Ф     | ЧФ    |       | 2р    | 1р    | 2р    | 2р    | 1р    |       | 0 / 12    |
| SR                                     | 0 / 1 | 0 / 1 | 0 / 1 | 0 / 2 | 0 / 2 | 0 / 2 | 0 / 3 | 0 / 2 | 0 / 2 | 0 / 1 | 0 / 2 | 0 / 2 | 0 / 1 | 0 / 1 | 0 / 23    |